# Heilig Hartkerk (Sint-Amandsberg)

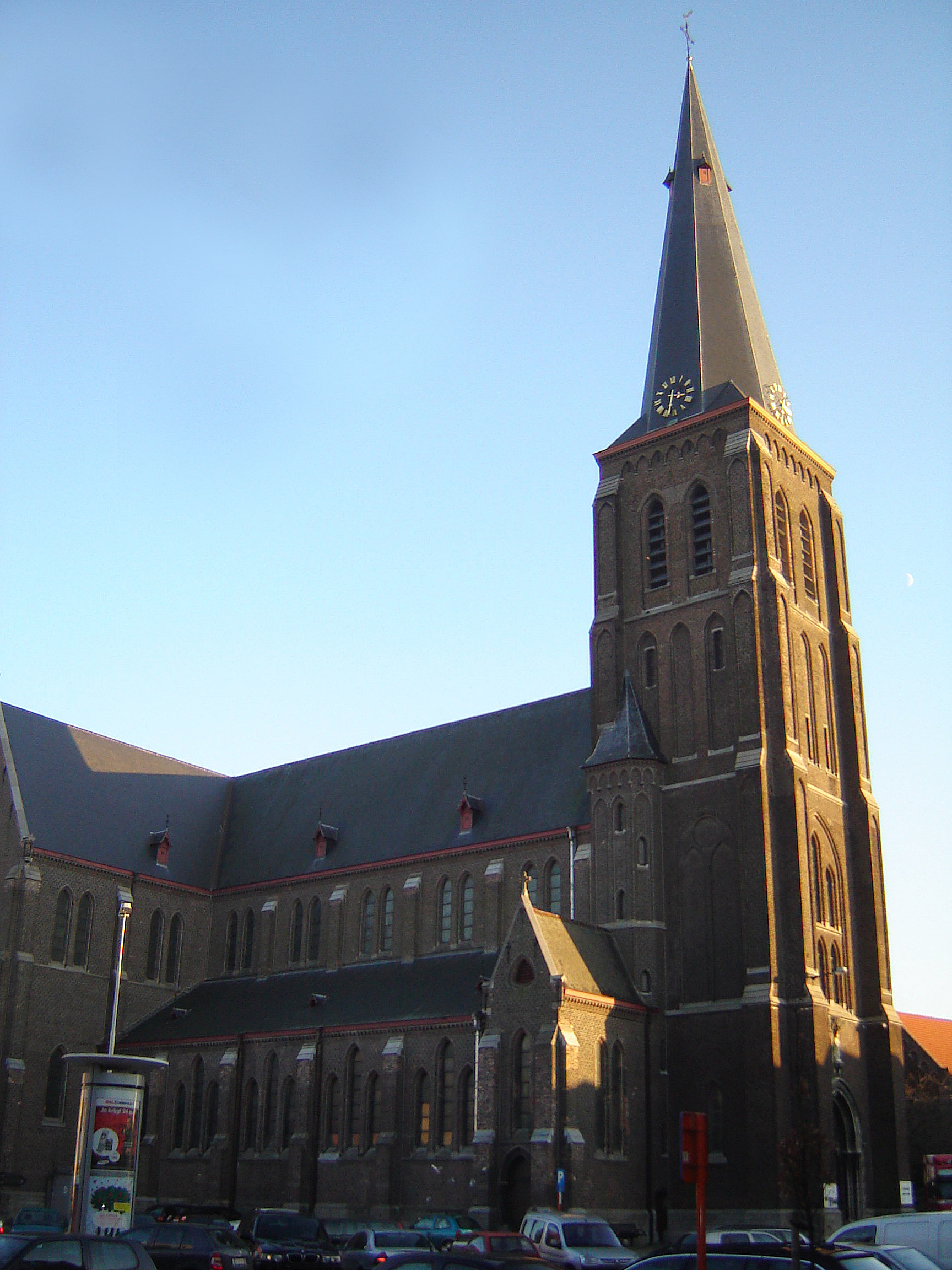
De Heilig Hartkerk in 2007

Hartetroef is sinds 2024 de naam van het kerkgebouw van de voormalige Heilig Hartkerk op het Heilig-Hartplein in de Gentse deelgemeente Sint-Amandsberg, nadat het omgebouwd werd tot buurtontmoetingsplek met polyvalente ruimte, sociaal restaurant en buurtkeuken.
De kerk was opgedragen aan de Heilig Hartverering.

## Architectuur en bouwgeschiedenis
De Heilig Hartparochie werd in 1877 erkend. Er bestond een houten noodkerk die vervangen werd door de huidige kerk, waarvan de constructie in 1881 startte. Het gebouw was in 1883 afgewerkt en werd hetzelfde jaar ingewijd. De zware vierkante kerktoren aan de westzijde kwam er in 1910.
Het is een driebeukige basilicale kerk van vijf traveeën, een transept van twee traveeën, koor met apsis en twee absidiolen, met aan noordkant aangebouwde doopkapel. De stijl is neogotisch en oogt streng.

## Herbestemming
En Route is een stadsvernieuwingsproject voor de wijk Dampoort en Sint-Amandsberg waarbij in 2018 gezocht wordt naar een nieuwe bestemming voor de kerk en het Heilig Hartplein.